# Diospyros acapulcensis
Diospyros acapulcensis är en tvåhjärtbladig växtart som beskrevs av Carl Sigismund Kunth. Diospyros acapulcensis ingår i släktet Diospyros och familjen Ebenaceae.

## Underarter
Arten delas in i följande underarter:
- D. a. acapulcensis
- D. a. chiquimulensis
- D. a. dwyeri
- D. a. guanacastensis
- D. a. mejocotensis
- D. a. nicaraguensis
- D. a. pedromorenoi
- D. a. rivensis
- D. a. veraecrucis